# NGC 1898
NGC 1898 je kuglasti skup u zviježđu Zlatnoj ribi. 

## Vanjske poveznice
- SEDS: NGC 1898